# Икеда (Фукуи)
Икеда (яп. 池田町 Икэда-тё:) — посёлок в Японии, находящийся в уезде Имадате префектуры Фукуи. Площадь посёлка составляет 194,72 км², население — 2715 человек (1 июля 2014), плотность населения — 13,94 чел./км².

## Географическое положение
Посёлок расположен на острове Хонсю в префектуре Фукуи региона Тюбу. С ним граничат города Фукуи, Оно, Этидзен, Сабаэ и посёлки Ибигава, Минамиэтидзен.

## Население
Население посёлка составляет 2715 человек (1 июля 2014), а плотность — 13,94 чел./км². Изменение численности населения с 1980 по 2005 годы:
| 1980 | 4510 чел. |  |
| 1985 | 4318 чел. |  |
| 1990 | 4203 чел. |  |
| 1995 | 4032 чел. |  |
| 2000 | 3759 чел. |  |
| 2005 | 3405 чел. |  |